# 572
Cette page concerne l'année 572  du calendrier julien. Pour l'année 572 av. J.-C., voir 572 av. J.-C.
L'année 572 est une année bissextile qui commence un vendredi.

## Événements

### Asie
- Printemps : ambassade sassanide à Constantinople[1]. Justin II refuse d’acquitter le tribut dû à la Perse par le traité de 561-562 et la guerre recommence (fin en 591)[2].
- Été : le général byzantin Marcien arrive en Osroène, marche vers l'Arzanène qu'il ravage à l'automne sans rencontrer de résistance. À la fin de l'hiver 572-3, il attaque la frontière perse sur la ligne du Djaghdjagh[3].

- Les attaques arabes dans le nord du Yémen permettent à une flotte perse de pénétrer par Aden et d’occuper le pays sans coup férir[4]. Les Éthiopiens du royaume d'Aksoum sont définitivement chassés d'Arabie en 578[5].
- Début du règne de Taspar (T'a-po), frère et successeur de Mou-han, Kaghan des Türüks (Turcs) orientaux (fin en 581). Il se convertit au bouddhisme[6].

### Europe
- Après trois ans de siège, Pavie tombe entre les mains des Lombards qui ont envahi toute l'Italie du Nord[7]. La prise de la capitale de Théodoric donne aux Lombards une nouvelle légitimité. Alboïn se targue d’avoir avec lui des ancêtres communs, les Amales, et apparaît comme l’héritier naturel des Goths.
- 1er juin : ouverture du second concile de Braga[8].
- 28 juin : l’assassinat d’Alboïn par son épouse d'origine Gépide Rosemonde, puis celui de son successeur Clèfe, laisse les Lombards sans chef pendant dix ans. L’Italie est en proie au désordre[7]. À la tête des envahisseurs, sans que personne les contrôle, se trouvent des ducs, chefs militaires de rang princier. Certains d’entre eux reconnaissent l’autorité de Byzance qui, trop faible pour reconquérir le pays, empêche les Lombards de l’occuper entièrement. Ils s’y établissent par poches et l’Italie se divise en différentes zones de pouvoir, situation qui durera treize siècles. De cette époque date l’opposition traditionnelle entre la Lombardie, dominée par Pavie et Milan, et la Romagne, pays des Romains, dont la principale ville est Ravenne.

- Le Wisigoth Léovigild reprend Cordoue, principale place forte byzantine en Espagne[9].
- Le patrice Eunius Mummolus bat à Estoublon un parti de Saxons, qui ont participé avec les Lombards à l’invasion de l’Italie. Les Saxons abandonnent leurs prisonniers et offrent des présents à Mummolus, mais affirment qu’ils reviendront pour se soumettre aux Francs comme auxiliaires et s’établir en Gaule ; ils réapparaissent effectivement avec femmes et enfants par Nice et Embrun, se disposent à passer le Rhône près d'Avignon pour gagner l'Auvergne, possession du roi d'Austrasie Sigebert, qui les autorise à regagner la Saxe. Là, ils sont battus par des Suèves qui ont occupé le territoire abandonné par eux dix ans auparavant[10].
- Le futur pape Grégoire obtient la charge de préfet de Rome (572-573)[11].

## Décès en 572
- 28 juin : Alboïn, roi des Lombards est assassiné à l'instigation de son épouse d'origine Gépide Rosemonde[7].